# Calcinaia
Calcinaia ist eine italienische Gemeinde in der Provinz Pisa in der Region Toskana mit 12.804 Einwohnern (Stand 31. Dezember 2023).

## Geographie

Lage von Calcinaia in der Provinz Pisa

Der Hauptort der Gemeinde Calcinaia liegt ca. 25 km östlich der Provinzhauptstadt Pisa und ca. 50 km westlich der Regionalhauptstadt Florenz am rechten Ufer des Arno, in der Ebene südöstlich des Monte Pisano in der klimatischen Einordnung italienischer Gemeinden in der Zone D, 1 864 GR/G.
Zum Gemeindegebiet gehören ebenfalls der fünf Kilometer südwestlich gelegene Ortsteil Fornacette sowie Oltrarno, Sardina und Montecchio.
Calcinaia grenzt im Norden an Bientina, im Osten an Santa Maria a Monte, im Süden an Pontedera und im Westen an Cascina und Vicopisano.

## Geschichte

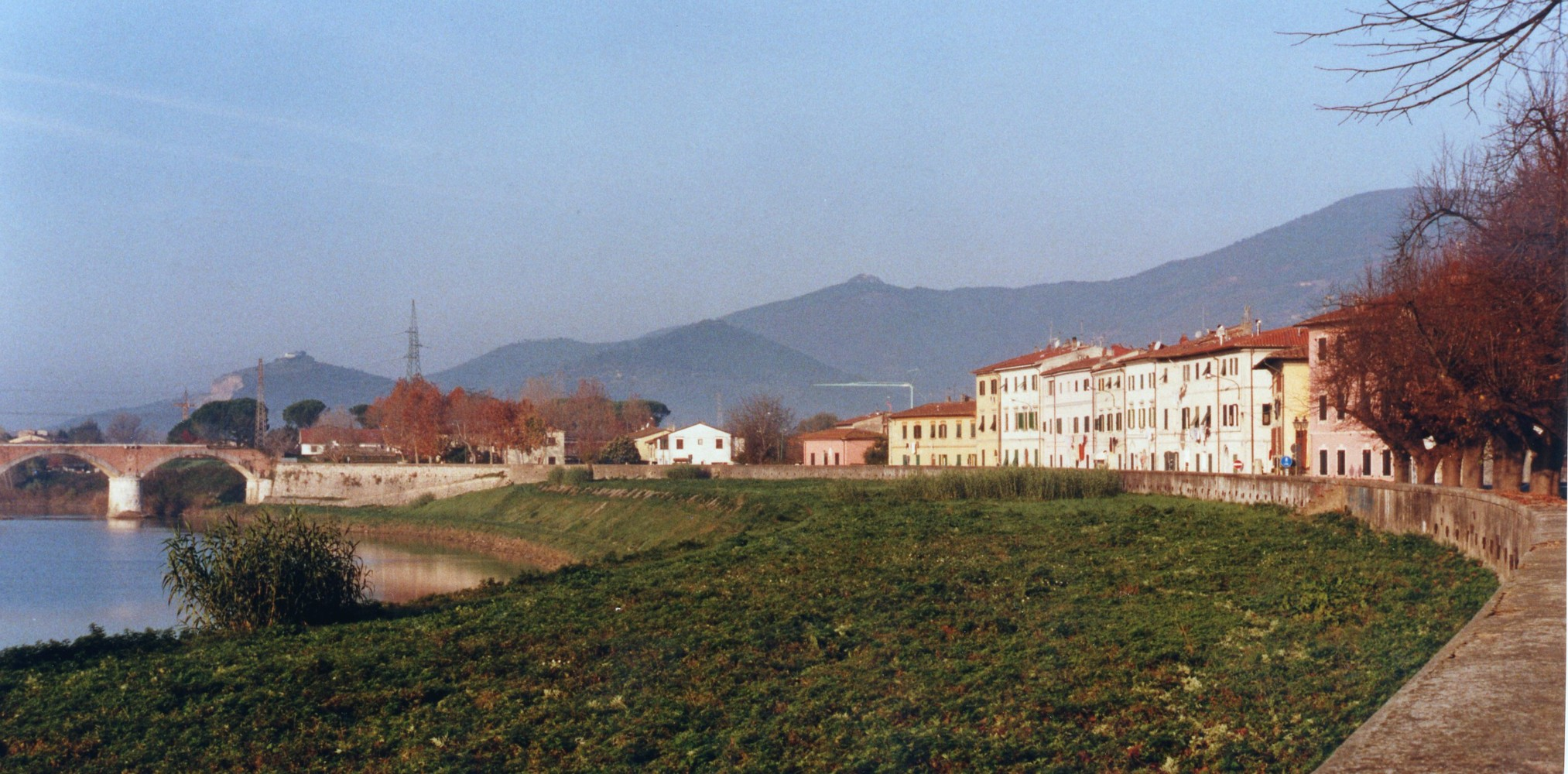
Arnopromenade

In römischer Zeit hieß der Ort Vicus Vitri. Im Mittelalter ist er unter diesem Namen ab 975 bezeugt, während der im Jahre 1193 zuerst bezeugte Name Calcinaia auf zahlreiche in der Gegend errichtete Kalköfen zurückgeht (ital.: calce).
Im Hochmittelalter gehörte Calcinaia zunächst zur Herrschaft der Grafen Cadolingi von Fucecchio und dann zur ghibellinischen Familie Upezzinghi aus Pisa. Der bekannteste Vertreter der Familie war Gualtieri di Calcinaia, der 1221 Podestà von San Gimignano und 1243 von Arezzo wurde. Trotz eines Freundschaftsvertrages mit den Upezzinghi installierte Pisa 1284 eine Gerichtsbarkeit (einen Capitano della Repubblica und einen Magistrato) im Ort.
Calcinaia wurde Schauplatz der Rivalitäten zwischen den Republiken Pisa und Lucca und kam im 15. Jahrhundert unter die Herrschaft von Florenz. Ab 1555 ließ Großherzog Cosimo I. de’ Medici, u. a. nach Plänen von Leonardo da Vinci, großflächige Wasserregulationsarbeiten ausführen, um die zum Teil schweren Überschwemmungen des Arno zu bekämpfen. Dabei wurde das Flussbett des Arno nach Süden verlegt, so dass Calcinaia, das ursprünglich am linken Arnoufer lag, sich heute rechts davon befindet. Unter den Habsburg-Lothringer Großherzögen wurden die Arbeiten fortgesetzt.
Nach den Trockenlegungsmaßnahmen entwickelte sich um Calcinaia die Landwirtschaft (Getreide, Gemüse, Hanf und Leinen). Ab den 1960er Jahren siedelten sich vor allem im Ortsteil Fornacette viele Industrie- und Dienstleistungsbetriebe an.

## Kultur und Sehenswürdigkeiten

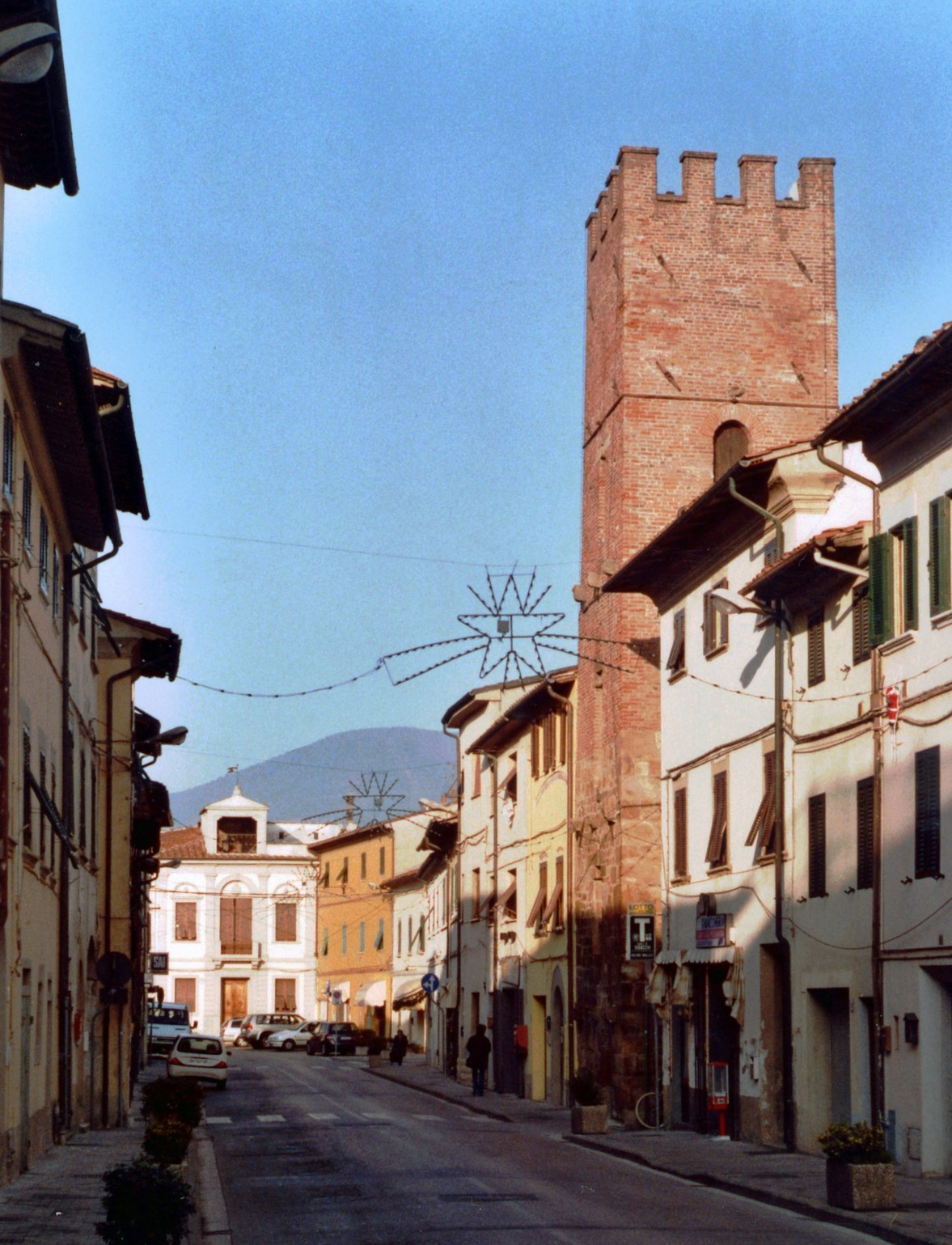
Torre degli Upezzinghi

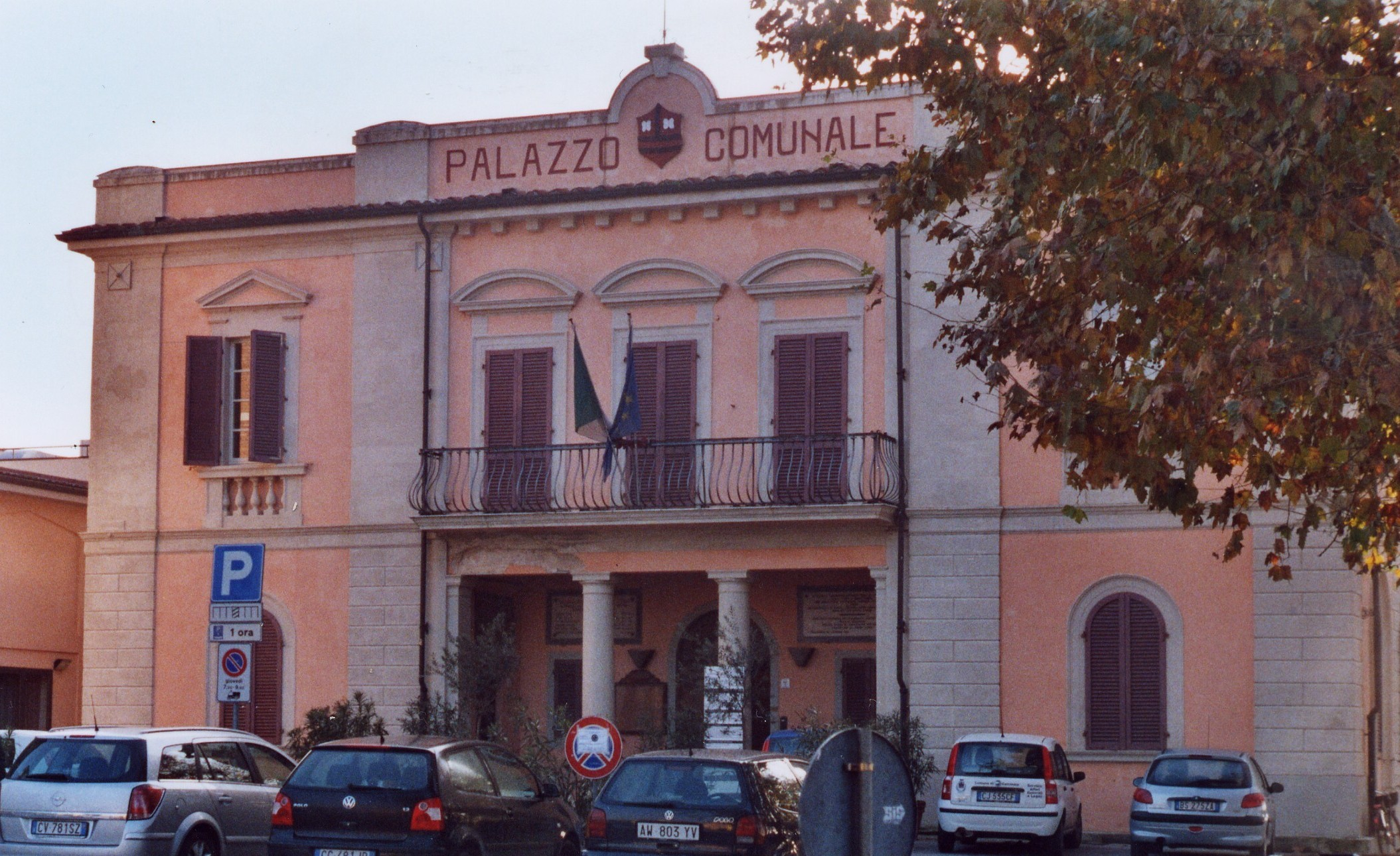
Rathaus

- Chiesa di San Giovanni Battista – Die Kirche im Ortskern wurde im Jahre 1193 zum ersten Mal erwähnt. Das heutige Gebäude stammt aus dem 18. Jahrhundert und wurde nach starken Schäden im Zweiten Weltkrieg restauriert. In der Kirche befindet sich das Grab der heiligen Ubaldesca.
- Chiesa di San Michele Arcangelo – Kirche im Ortskern, die im späten 16. Jahrhundert entstand, um die nach einer Arnoflut stark beschädigte Pieve San Giovanni Battista zu ersetzen. Zum Bau wurden teilweise Materialien von San Giovanni Battista benutzt. Wurde mehrmals umgebaut, die heutige Fassade stammt aus dem Jahr 1860 und entstand durch Teofilo Arganini. Dabei blieb das Eingangsportal von 1694 mit dem Wappen von Alessandro Bacchereti erhalten. Nach der Weihung der neuen Kirche San Giovanni Battista wurde die Kirche der Compagnia di San Michele Arcangelo überlassen, übernahm aber am Ende des Zweiten Weltkrieges bis 1946 abermals die Funktionen der Pieve.[4]
- Stadtmauern von Calcinaia, auch neue Stadtmauern genannt. Entstanden in den 1280er Jahren durch Pisa und enthielten zehn Wehrtürme.
  - Torre degli Upezzinghi – Der Turm im Ortskern entstand im frühen 13. Jahrhundert durch die Familie der Upezzinghi. Der Turm wurde später Teil der neuen Stadtmauern, die von Pisa gewollt wurden.
  - Torre alla fornace – Turm der Stadtmauern, die in den 1280er Jahren entstanden.
  - Torre Mozza – Turm der Stadtmauern, die in den 1280er Jahren entstanden.
- Ponte ferroviario – Ruine einer Eisenbahnbrücke über den Arno, die 1928 eingeweiht wurde und an der Bahnstrecke Pontedera–Lucca lag. Wurde während des Zweiten Weltkrieges 1944 zerstört. Von der Brücke sind noch 2 von 6 Bögen (jeweils 21,50 m) erhalten geblieben.[5]
- Chiesa dei Caduti – Kirche im Ortskern nahe dem Torre degli Upezzinghi.[6]
- Chiesa di Sant’Andrea in Pozzale – Kirche im Ortsteil Fornacette im klassizistischen Stil.
- Chiesa Regina Pacis in Fornacette – 2002 geweihte Kirche im Ortsteil Fornacette.[6]
- Cappella di Santo Stefano in Sardina – Kapelle in Sardina, entstand im 15. Jahrhundert über der 1083 erwähnten Kapelle San Lorenzo de Anghio.[7]

### Regelmäßige Veranstaltungen
- Regata Storica - Historische Regatta auf dem Arno am 4. Juni. An der von einem Umzug in historischen Kostümen begleiteten Regatta treten drei Stadtbezirke (rioni) gegeneinander an: Montecchio im Norden, das traditionell das Bürgertum repräsentiert; Oltrarno südlich des Arno, das die einfache Landbevölkerung darstellt, und Nave. Die Regatta ist der Höhepunkt der Feiern zu Ehren der Schutzheiligen Ubaldesca.
- Sagra della Nozza, Dorffest im Mai, auf dem eine traditionelle Süßspeise des Ortes, die Nozza, angeboten wird.

## Gemeindepartnerschaften
Calcinaia unterhält mit folgenden Orten Partnerschaften:
- Amilly (Loiret) (Frankreich)
- Noves (Frankreich)
- Vilanova del Camí (Spanien)

Auch Amilly und Vilanova del Camí sind miteinander eine Partnerschaft eingegangen.

## In der Gemeinde geborene Personen
- Santa Ubaldesca Taccini (1136–1206), Heilige
- Narciso Feliciano Pelosini (1823–1896), Anwalt und Senator
- Luca Orsini Baroni (1871–1948), Diplomat